# Матфей I Орсини
Матфей I Орсини (Майо I) (греч. Ματθαίος Ορσίνι, итал. Matteo Orsini; ? — 1238 год) — маркграф Кефалинии и Закинфа с 1195 по 1238 год.
Мало что известно о жизни Матфея Орсини. По мнению европейских биографов, Майо Орсини был родом из города Монополи в герцогстве Апулия и происходил из римского рода Орсини. Вероятно, он был пиратом и плавал во флоте норманско-сицилийского адмирала и капера Маргарита из Бриндизи.
Майо Орсини женился на его дочери и, таким образом, получили право на владения своего тестя.
Маргарит из Бриндизи был первым графом Кефалинии и Закинфа. Но в 1194 году по приказу императора Священной Римской империи Генриха VI Маргарит был ослеплен, поэтому управление графством Кефалинии и Закинфа перешла к его зятю Майо Орсини.
Так Майо Орсини стал в 1195 году вторым графом Кефалония и Закинфа под именем Матфей I. Для обеспечения безопасности своих территорий он заручился защитой мощных соседей: в 1209 году он прибыл Венецианскую республику и стал гражданином Венеции, в 1216 году он стал папским вассалом, в 1236 году он стал вассалом Ахейского княжества. В 1207 году графство Кефалинии и Закинфа были преобразованы в пфальцграфство.
По некоторым данным, его правление закончилось в 1228 году, однако по другим данным Матфей I правил до своей смерти в 1238 году. После смерти Матфея I в 1238 году пфальцграфом стал его сын Матфей II Орсини.